# Espanha no Festival Eurovisão da Canção Júnior
A Espanha foi um dos países fundadores Festival Eurovisão da Canção Júnior em 2003, que aconteceu em Copenhague, Dinamarca. A Televisión Española (TVE), divisão da Radiotelevisión Española (RTVE) e membro da União Europeia de Radiodifusão (EBU), foi responsável pelo processo de seleção da sua participação. A Espanha utilizou um formato de seleção nacional, transmitindo um programa intitulado Eurojunior, para a sua participação nos concursos. O primeiro representante da nação a participar do concurso de 2003 foi Sergio com a música "Desde el cielo", que terminou em segundo lugar entre dezesseis inscrições participantes, alcançando 125 pontos. A Espanha não participou de 2007 a 2018, mas voltou ao concurso em 2019.

## História

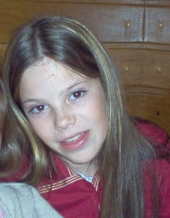
María Isabel who won for Spain at Junior Eurovision 2004.

A Espanha é um dos dezesseis países que fizeram sua estreia no primeiro Festival Eurovisão da Canção Júnior 2003, que aconteceu em 15 de novembro de 2003 no Fórum em Copenhaga, Dinamarca. O cantor infantil Sergio foi o primeiro participante a representar a Espanha com a música "Desde el cielo", que terminou em segundo lugar entre dezesseis inscrições participantes, alcançando uma pontuação de 137 pontos. A Espanha é um dos países mais bem sucedidos no concurso, com os seus primeiros seis participantes a terminarem entre os cinco primeiros. O país venceu em 2004, representado pela María Isabel com "Antes muerta que sencilla", além de ficar em segundo lugar duas vezes, em 2003 e 2005. A emissora espanhola Televisión Española (TVE) não voltou após o concurso de 2006, afirmando que "a Eurovisão Júnior promove estereótipos que não compartilhamos".
Desde 2013, houve diversas tentativas de conseguir o retorno da Espanha à competição. Durante o Festival Eurovisão da Canção 2014 em Copenhaga, o chefe da delegação espanhola, Federico Llano, disse que a TVE não planeava participar no concurso de 2014. IEm 2014, foi afirmado que o Comité de Televisão da União Europeia de Radiodifusão discutiria a possibilidade de permitir a participação de canais de televisão comerciais, a fim de negociar com as emissoras privadas espanholas para gerir o regresso de Espanha ao concurso. Essas tentativas não deram certo. Em 2015, diversos meios de comunicação noticiaram que a TVE estava trabalhando para retornar ao concurso, mas, essas afirmações não foram confirmadas pela emissora.
Em 13 de maio de 2016, o Supervisor Executivo da EBU, Jon Ola Sand, anunciou em conferência de imprensa que a EBU estava em contacto com emissoras de vários países, incluindo Espanha, para que participassem no concurso de 2016. No entanto, em 28 de setembro de 2016, a Espanha não estava listada como um dos dezassete países participantes no concurso. A RTVE voltou ao concurso em 2019 após uma ausência de 13 anos. O regresso foi um sucesso, com Melani García em 2019 e Soleá em 2020 alcançando ambas o terceiro lugar. O sucesso, no entanto, não pôde ser repetido por Levi Díaz, que ficou em 15º lugar, a primeira vez que a Espanha terminou fora do top 10. Em 2022, o seu representante Carlos Higes ficou em 6º lugar, trazendo a Espanha de volta ao top 10 pela primeira vez desde então. 2020. Em 2023, a sua representante Sandra Valero terminou em 2º lugar com a canção "Loviu", dando à Espanha o melhor resultado desde 2005.
Em 14 de fevereiro de 2024, a EBU e RTVE anunciaram que a Espanha sediaria o concurso de 2024, depois que a França, vencedora anterior, optou por não sediar. Será a primeira vez que a Espanha acolhe o concurso e o primeiro evento da Eurovisão a ser realizado no país desde o Festival Eurovisão da Canção 1969 em Madrid. Em 10 de maio de 2024, a EBU e a RTVE selecionaram Madrid como cidade anfitriã do evento.

## Idiomas a concurso
| Idioma                                           | Vezes |
| ------------------------------------------------ | ----- |
| Castelhano                                       | 7     |
| Castelhano & Inglês                              | 1     |
| Castelhano, Inglês, Francês, Italiano, Português | 1     |

## Participação
Legenda
     Vencedor
     2.º lugar
     3.º lugar
     Pontuação Nula ("Null Points")/Último Lugar
     Melhor classificação (fora do top 3)
     Qualificação para a final (fora do top 3)
     País-anfitrião
     Desclassificado
| #                                | Ano              | Artista             | Língua                                           | Canção                                                                                               | Tradução                              | Lugar | Pontos |
| -------------------------------- | ---------------- | ------------------- | ------------------------------------------------ | --- | ------------------------------------- | ----- | ------ |
| 1º                               | Copenhaga 2003   | Sergio Jesús García | Castelhano                                       | "Desde el cielo" C & L:Sergio Jesús García                                                           | Desde o céu                           | 2º    | 125    |
| 2º                               | Lillehammer 2004 | María Isabel López  | Castelhano                                       | "Antes muerta que sencilla" C & L:José Muñiz, María Isabel                                           | Antes morta do que fraca              | 1º    | 171    |
| 3º                               | Hasselt 2005     | Antonio José        | Castelhano                                       | "Te traigo flores" C & L:Antonio José                                                                | Trago-te flores                       | 2º    | 146    |
| 4º                               | Bucareste 2006   | Dani Fernández      | Castelhano                                       | "Te doy mi voz" C & L:Daniel Fernández Delgado                                                       | Dou-te a minha voz                    | 4º    | 90     |
| Não participou entre 2006 e 2019 |                  |                     |                                                  | |                                       |       |        |
| 5º                               | Gliwice 2019     | Melani Garcia       | Castelhano                                       | "Marte" C & L:Manu Chalud, Pablo Mora                                                                | "Marte" C & L:Manu Chalud, Pablo Mora | 3º    | 212    |
| 6º                               | Varsóvia 2020    | Soleá               | Castelhano                                       | "Palante" C & L:Bruno Valverde, César G. Ross, Hajar Sbihi                                           | Ir em frente                          | 3º    | 133    |
| 7º                               | Paris 2021       | Levi Díaz           | Castelhano                                       | "Reír" C & L:David Roma                                                                              | Rir                                   | 15°   | 77     |
| 8º                               | Erevã 2022       | Carlos Higes        | Castelhano & Inglês                              | "Señorita" C & L:Michael James Down, Primoz Poglajen, Will Taylor                                    | Senhorita                             | 6º    | 137    |
| 9º                               | Nice 2023        | Sandra Valero       | Castelhano, Inglês, Francês, Italiano, Português | "Loviu" C & L:Alejandro Martínez Valderrama, David Parejo Martín, Diego Cantero, Luis Vicente Ramiro | Amo-te                                | 2º    | 201    |
| 10º                              | Madrid 2024      | Chloe Delarosa      | Espanhol                                         | "Como la Lola" C& L: D.Delarosa, M. Peláe                                                            | Como Lola                             |       |        |

## Comentadores e porta-vozes
| Ano(s)    | Canal                   | Comentador                                     | Porta-voz                | Ref.          |
| --------- | ----------------------- | ---------------------------------------------- | ------------------------ | ------------- |
| 2003      | La 1                    | Fernando Argenta                               | Jimmy Castro             | [ 18 ]        |
| 2004      | La 1                    | Fernando Argenta                               | Lucho                    | [ 19 ] [ 20 ] |
| 2005      | La 1                    | Beatriz Pécker and Lucho                       | Gonzalo Gutiérrez Blanco | [ 21 ]        |
| 2006      | La 1                    | Fernando Argenta and Lucho                     | Lucía                    | [ 22 ]        |
| 2007–2018 | Sem transmissão         | Sem transmissão                                | Não participou           |               |
| 2019      | La 1, TVE Internacional | Tony Aguilar, Julia Varela and Víctor Escudero | Violeta Leal             | [ 23 ] [ 24 ] |
| 2020      | La 1, TVE Internacional | Tony Aguilar, Eva Mora and Víctor Escudero     | Melani García            | [ 25 ] [ 26 ] |
| 2021      | La 1, TVE Internacional | Tony Aguilar and Julia Varela                  | Lucía Arcos              | [ 27 ] [ 28 ] |
| 2022      | La 1, TVE Internacional | Tony Aguilar and Julia Varela                  | Juan Diego Álvarez       | [ 29 ] [ 30 ] |
| 2023      | La 1, TVE Internacional | Tony Aguilar and Julia Varela                  | Juan Diego Álvarez       | [ 31 ] [ 32 ] |

## Edições realizadas em Espanha
| Ano  | Cidade | Local       | Apresentador(es) | Ref.   |
| ---- | ------ | ----------- | ---------------- | ------ |
| 2024 | Madrid | Caja Mágica |                  | [ 33 ] |